# Biot–Savart-törvény
A Biot–Savart-törvény egy az elektromágnesség témakörébe tartozó fizikai törvény. Jean-Baptiste Biot és Félix Savart különböző alakú, vékony elektromos vezetők mágneses terét tanulmányozta, aminek eredményeképp rengeteg kísérleti eredményre tettek szert. Ezeket felhasználva Laplace mondta ki, hogy bármilyen áramvezető által keltett mágneses teret egy tetszőleges P pontban úgy adhatjuk meg, hogy az {\displaystyle Id\mathbf {l} } áramirányvektorokat, és a B mágneses indukcióvektorokat összegezzük:
{\displaystyle B={\frac {\mu _{0}I}{4\pi }}\sum {\frac {\Delta l\times r}{r^{3}}}}
Azaz az árammal átjárt vezető elegendően rövid {\displaystyle \Delta l} hosszúságú szakasza által a vele {\displaystyle \alpha } szöget bezáró, r távolságra lévő P pontban keltett {\displaystyle \Delta B} mágneses indukcióvektor egyenesen arányos az áram erősségével, a vezetékszakasz hosszával, valamint az {\displaystyle \alpha } szög szinuszával, és fordítottan arányos az r távolság négyzetével:
{\displaystyle \Delta B={\frac {\mu _{0}}{4\pi }}{\frac {I\Delta l}{r^{2}}}\sin \alpha }